# Copa CEMAC de 2006
La Copa CEMAC 2006 fue la tercera edición del torneo de fútbol a nivel de selecciones nacionales de África Central organizado por la UNIFFAC y que contó con la participación de seis países afiliados.
El anfitrión Guinea Ecuatorial venció al campeón defensor Camerún en la final para lograr el título por primera vez.

## Fase de grupos

### Grupo A
| País              | PTS | J | G | E | P | GF | GC |
| ----------------- | --- | - | - | - | - | -- | -- |
| Guinea Ecuatorial | 4   | 2 | 1 | 1 | 0 | 3  | 2  |
| Chad              | 2   | 2 | 0 | 2 | 0 | 1  | 1  |
| Congo             | 1   | 2 | 0 | 1 | 1 | 1  | 2  |

| 4-3-2006 | Guinea Ecuatorial | 2–1 | Congo             |
| 6-3-2006 | Chad              | 1–1 | Guinea Ecuatorial |
| 9-3-2006 | Congo             | 0–0 | Chad              |

### Grupo B
| País                     | PTS | J | G | E | P | GF | GC |
| ------------------------ | --- | - | - | - | - | -- | -- |
| Camerún                  | 4   | 2 | 1 | 1 | 0 | 2  | 0  |
| Gabón                    | 2   | 2 | 0 | 2 | 0 | 2  | 2  |
| República Centroafricana | 1   | 2 | 0 | 1 | 1 | 2  | 4  |

| 4-3-2006 | Camerún                  | 0–0 | Gabón                    |
| 6-3-2006 | República Centroafricana | 0–2 | Camerún                  |
| 9-3-2006 | Gabón                    | 2–2 | República Centroafricana |

## Fase Final
|  | Semifinales                | Semifinales       |   |                   | Final                      | Final |  |
|  |                            |                   |   |                   |                            |       |  |
|  |                            |                   |   |                   |                            |       |  |
|  | Bata, 11 de marzo          |                   |   |                   |                            |       |  |
|  | Guinea Ecuatorial (DP 4-3) | 0                 |   |                   |                            |       |  |
|  | Gabón                      | 0                 |   |                   |                            |       |  |
|  |                            |                   |   |                   |                            |       |  |
|  |                            |                   |   |                   | Bata, 14 de marzo          |       |  |
|  |                            |                   |   |                   | Guinea Ecuatorial (DP 4-2) | 1     |  |
|  |                            | Camerún           | 1 |                   |                            |       |  |
|  |                            |                   |   |                   |                            |       |  |
|  |                            |                   |   |                   |                            |       |  |
|  |                            |                   |   |                   | Tercer lugar               |       |  |
|  | Bata, 11 de marzo          | Bata, 11 de marzo |   | Bata, 14 de marzo | Bata, 14 de marzo          |       |  |
|  | Camerún                    | 1                 |   | Chad              | 2                          |       |  |
|  | Chad                       | 0                 |   |                   | Gabón (DP 6-7)             | 2     |  |

## Campeón
| Copa CEMAC 2006              |
| ---------------------------- |
| Bandera de Guinea Ecuatorial |
| Guinea Ecuatorial 1º Título  |